# 산타페섬

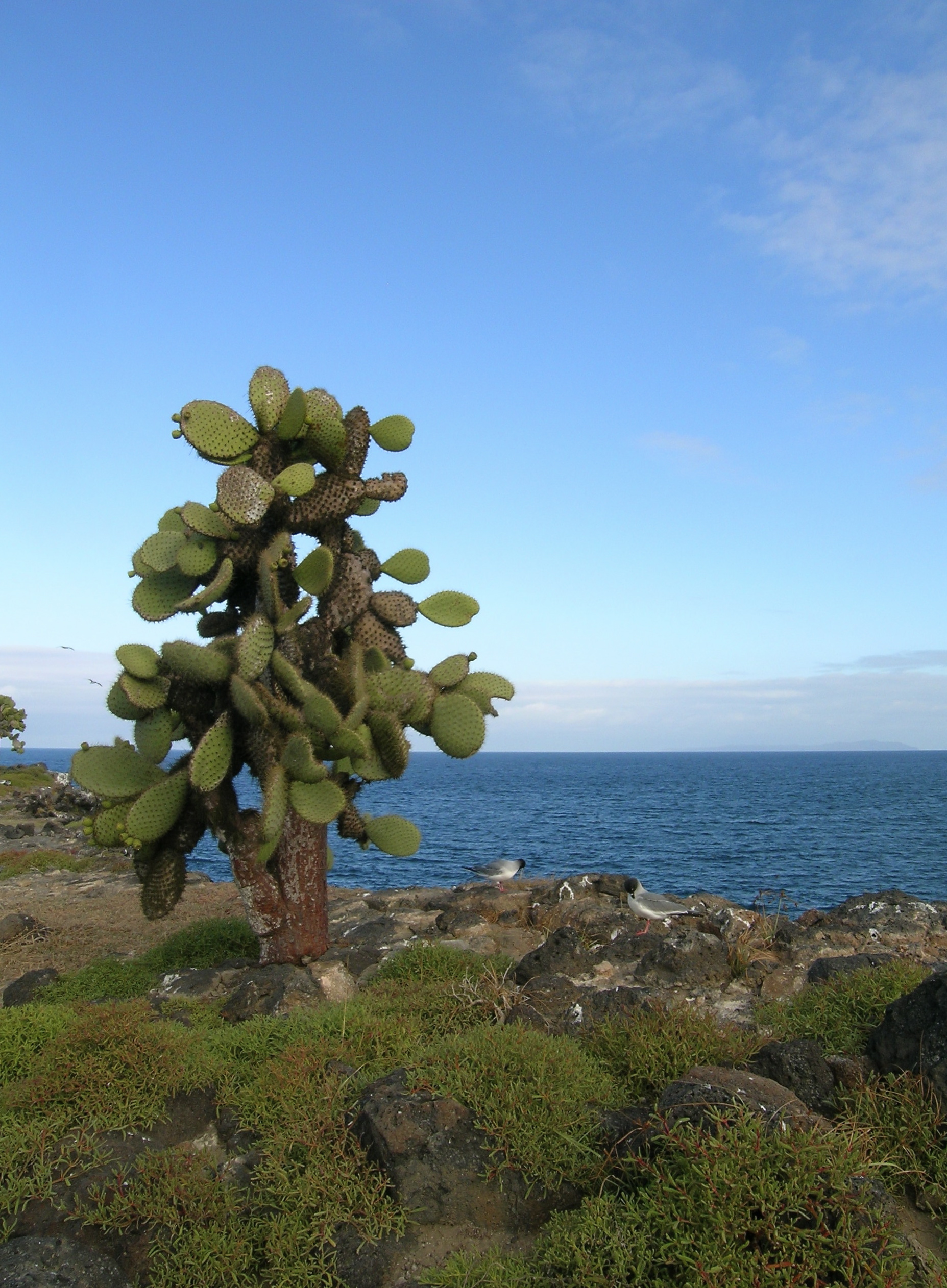
가시 배 선인장과 제비꼬리 갈매기

산타페섬(영어: Santa Fe Island, 스페인어: Isla Santa Fé)은 갈라파고스 제도의 무인도이다. 사뮤엘 바링톤의 이름을 따서 바링톤 섬(Barrington Island)으로도 불린다.

## 개요
산타페 섬은 면적 24 km2의 작은 섬으로, 갈라파고스 군도 중앙에 위치해 있다. 남동쪽으로 산타크루즈 섬이 있다. 지리학적으로 400만년 전의 화산 바위가 발견되는 가장 오래된 섬 중의 하나이다. 이 섬의 식생은 관목과 부르세라 그레이벨런즈(Bursera graveolens) 그리고 많은 종류의 가시투성이인 배 선인장 등이 있다.
동물들 사이에 산타페는 고유 종과 고유 아종의 고향이다. 바랑톤 육지 이구아나(Conolophus pallidus)와 산타페 쌀쥐(Aegialomys galapagoensis bauri) 등이 있다.
방문객 사이트로는 섬의 북동쪽 바링톤 만에 있는 습지가 있다. 많은 수의 바다 사자가 이 만의 해변에서 발견된다. 가끔씩 해변에서 산책로로 나와서 여행을 방해하기도 한다.